# میگل آنخل بنیتز
میگل آنخل بنیتز (انگلیسی: Miguel Ángel Benítez؛ زادهٔ ۱۹ مهٔ ۱۹۷۰) یک بازیکن فوتبال اهل پاراگوئه بود که در هم‌اکنون به مربی می‌پردازد.
وی همچنین در تیم ملی فوتبال پاراگوئه بازی کرده‌است.